# Mycalesis subocellata
Mycalesis subocellata är en fjärilsart som beskrevs av Max Bartel 1905. Mycalesis subocellata ingår i släktet Mycalesis och familjen praktfjärilar. Inga underarter finns listade i Catalogue of Life.